# Thersamonia thersamon
Thersamonia thersamon är en fjärilsart som beskrevs av Eugen Johann Christoph Esper 1784. Thersamonia thersamon ingår i släktet Thersamonia och familjen juvelvingar. Inga underarter finns listade i Catalogue of Life.